# Platysaurus attenboroughi
Espèce
Platysaurus attenboroughi est une espèce de sauriens de la famille des Cordylidae.

## Répartition
Cette espèce vit au Sud de la Namibie et dans la province de Cap-Nord en Afrique du sud.

## Publication originale
- Whiting, Branch, Pepper & Keogh, 2015 : A new species of spectacularly coloured flat lizard Platysaurus (Squamata: Cordylidae: Platysaurinae) from southern Africa. Zootaxa, no 3986 (2), p. 173–192.